# Боев, Иван Васильевич (государственный деятель)
Иван Васильевич Боев (1892—1938) — председатель Амторга (1934—1937), кавалер ордена Ленина (21.04.1933).
Родился в д. Нижние Лемезы (Башкирия). Образование — начальное.
Член РКП(б) с 1918 года, ранее — социалист-революционер.
Послужной список:
- 1921-1922 член коллегии НК по продовольствию УССР, заместитель наркома внешней торговли УССР,
- 1922—1924 торгпред УССР в Германии,
- 1925 директор Arcos Banking — совзагранбанка в Лондоне.
- 1925—1926 торгпред СССР в Швеции,
- 1926—1927 заместитель торгпреда CCCP в Великобритании,
- 1927—1928 заместитель председателя и председатель Внешнеторгбанка,
- 1929—1930 председатель правления общества «Текстильимпорт»,
- 1930—1931 зав. валютно-финансовым сектором и член коллегии НК торговли СССР,
- 1932—1934 заместитель наркома внешней торговли СССР,
- 1934-1937 председатель правления акционерного общества Амторг (Amtorg Trading Corporation).

Награждён орденом Ленина (21.04.1933) за «энергичную выдающуюся работу в области внешней торговли».
Арестован 31 декабря 1937, расстрелян 8 апреля 1938 года. Обвинение: участие в к.-р. террористической организации. Место захоронения — «Коммунарка». Реабилитирован в сентябре 1956 г.